# Рајуци (Вранча)
Рајуци (рум. Răiuți) насеље је у Румунији у округу Вранча у општини Региу. Oпштина се налази на надморској висини од 581 m.

## Становништво
Према подацима из 2002. године у насељу је живело 164 становника, од којих су сви румунске националности.